# فردریک لیپولد
جیکوب فردریک فردیناند لیپولد (به انگلیسی: Jakob Friedrich Ferdinand Leupold) (متولد ۱۷ نوامبر ۱۸۳۵ - درگذشت ۳۱ مارس ۱۸۸۴) کتابدار آلمانی-آمریکایی بود. او بنیانگذار لایبرری ژورنال، پابلیشرز ویکلی و ایندکس مدیکوس و دیگر ناشرها بود.

## آغاز زندگی و تحصیلات
فردریک لیپولد در سال ۱۸۳۵ در اشتوتگارت، پادشاهی وورتمبرگ به دنیا آمد. لیپولد خیلی زود به درام و کتاب علاقه یافت و در جوانی نمایشنامه ای نوشت که به مدیران آلمانی پیشنهاد ناموفق داد. او در سال ۱۸۵۱ مدرسه را ترک کرد.

## حرفه
در سال ۱۸۵۴، او به ایالات متحده مهاجرت کرد و نام خود را به "فردریک لیپولد" ساده کرد. او در نیویورک سیتی به عنوان دستیار یک کتاب‌فروش مشغول به کار شد که این تجربه در سال ۱۸۵۹ به او کمک کرد تا در فیلادلفیا کسب‌وکار خود را راه‌اندازی کند. در فیلادلفیا، لیپولد یک کتاب‌فروشی و اتاق مطالعه افتتاح کرد و در سال ۱۸۶۳ شروع به انتشار ترجمه‌های کتاب‌های خارجی کرد و بعدها کتاب‌های درسی خارجی با یادداشت‌های انگلیسی منتشر کرد. در ژانویه ۱۸۶۶، او همراه با هنری هولت شرکت انتشاراتی "لیپولد و هولت" را تأسیس کرد و به نیویورک سیتی نقل مکان کرد. او با استفاده از نام مستعار فردریک لیپولد مجموعه‌ای موفق از کتاب‌های درسی فرانسوی را ویرایش کرد، اشعار آلمانی نوشت و آثاری را به زبان آلمانی ترجمه کرد.
شرکت "لیپولد و هولت" به فعالیت ادامه داد، اما در سال ۱۸۶۸ لیپولد تصمیم گرفت شخصاً به کارهای کتاب‌شناسی بپردازد. اولین مجله او به نام Literary Bulletin که در سال ۱۸۶۸ تأسیس شد، در سال ۱۸۷۰ به Trade Circular تبدیل شد. در ژانویه ۱۸۷۲، Trade Circular با Publishers' Circular که متعلق به جورج دبلیو چایلدز بود، ادغام شد و به صورت هفتگی منتشر می‌شد.
در سال ۱۸۷۳، این مجله به نام Publishers Weekly شناخته شد. لیپولد یک کاتالوگ آمریکایی برای سال ۱۸۶۹ منتشر کرد و در سال ۱۸۷۶ کار بر روی کاتالوگ اصلی آمریکایی را آغاز کرد که در سال ۱۸۸۰ تکمیل شد. او همچنین Publishers' Uniform Trade-List Annual را در سال ۱۸۷۳، Literary News را در سال ۱۸۷۵، Library Journal را در سال ۱۸۷۶ و ایندکس مدیکوس، یک کتاب‌شناسی پزشکی ماهانه، را در سال ۱۸۸۰ آغاز کرد. بیشتر این انتشارات پس از مرگ زودهنگام او توسط دوستش ریچارد راجرز بوکر ادامه یافت (بوکر در سال ۱۸۷۸ مجله Publishers Weekly را از لیپولد خرید). لیپولد یکی از بنیان‌گذاران اتحادیه کتاب‌فروشان آمریکا در سال ۱۸۷۵ بود.
لیپولد نقش کلیدی در تأسیس انجمن کتابخانه‌های آمریکا (ALA) در سال ۱۸۷۶ داشت. او گزارش‌های اولین کنفرانس تأسیسی این انجمن را در نخستین جلد از Library Journal منتشر کرد.
فردریک لیپولد در تاریخ ۳۱ مارس ۱۸۸۴ در نیویورک سیتی درگذشت. ساموئل سوئت گرین در مورد مرگ او نوشت: «دوستانش بر این باور بودند که اشتیاق چشمگیر او، که منجر به تلاش‌های سخت برای پیشبرد پروژه‌های Publishers' Weekly، Library Journal و American Catalogue شد، شاید عمر او را سال‌ها کوتاه کرده باشد.» بیوه او، آگوستا گریگو لیپولد، به مدت سی سال به فعالیت در Publishers' Weekly ادامه داد.

## انتشارات منتخب
- Leypoldt, Frederick. (1868). Beginner's French Reader: Short and Easy Pieces in Prose and Verse with a Complete Vocabulary Nouvelle éd. corrigée ed. New York Boston: Henry Holt and Co. F.W. Christern ; Carl Schœnhof.
- Leypoldt, Frederick. (1868). New Guide to German Conversation: Containing … a Synopsis of German Grammar Arranged from the Works of Witcomb Dr. Emil Otto Flaxmann and Others. New York Boston: Henry Holt: F.W. Christern ; Carl Schoenhof.
- Leypoldt, Frederick. (1869). New Guide to German Conversation Containing an Alphabetical List of Nearly Eight Hundred Familiar Words Similar in Orthography or Sound and of the Same Meaning in Both Languages Followed by Exercises; a Classified Vocabulary of Words in Frequent Use; Familiar Phrases and Dialogues; a Sketch of German Literature; Idiomatic Expressions; Proverbs Letters Etc. ; and a Synopsis of German Grammar. New York: Leypoldt & Holt F.W. Christern.
- Leypoldt, Frederick & Henry Holt. (1869). To the Trade. : A Want to Be Met. Every Intelligent Bookseller Has Felt the Need of Some List of New Books to Distribute to His Customers and to Book-Buyers Whom He Wishes to Make Customers. … We Propose to Issue a Monthly Bulletin of Current Literature to Contain the Following Features. New York: Published by Leypoldt & Holt.
- Leypoldt, Frederick. (1874). The Publishers' Trade List Annual: Embracing the Full Trade-Lists of American Publishers Together with Alphabelical Reference List of Books Recorded in the Publisher's Weekly from January 16, 1873 to June 27, 1874 and the American Educational Catalogue for 1874. New York: Office of the Publishers' weekly 37 Park Row.
- Leypoldt, Frederick. (1875). The Publishers' Trade List Annual: Embracing the Full Trade-Lists of American Publishers with Alphabelical Indexes to the Principal Books of Each Publisher Represented ; Also the American Educational Catalogue for 1875. New York: R.R. Bowker Co. Office of the Publishers' weekly.
- Leypoldt, Frederick and Lynds E Jones. (1880). The American Catalogue. Author and Title Entries of Books in Print and for Sale (Including Reprints and Importations) July 1, 1876. [Appendix. Contributed Lists of Books Published Since 1876 with Author and Title Index]. New York: A.C. Armstrong & Son.
- Leypoldt, Frederick. (1881). A Reading Diary of Modern Fiction Containing a Representative List of the Novels of the Nineteenth Century Preceded by Suggestive Remarks on Novels and Novel Reading. New York: F. Leypoldt.
- Leypoldt, Frederick and Lynds E Jones. (1881). The Books of All Time: A Guide for the Purchase of Books. Boston: Rockwell and Churchill.
- Leypoldt, Frederick R. R Bowker and Augusta Isabella Appleton. (1885). The American Catalogue: Founded by F. Leypoldt 1876-1884: Books Recorded (Including Reprints and Importations) July 1, 1876-June 30, 1884. New York: Office of the Publishers' Weekly.
- Leypoldt, Frederick and R. R Bowker. (1896). The American Catalogue 1890-1895: Books Recorded (Including Reprints and Importations) ۱ ژوئیه ۱۸۹۰ – June 30, 1895. New York: Office of the Publishers' Weekly.

## مطالعه بیشتر
- Hruschka, John. (2008). “Ordering Books : The Development of a Modern American Book Trade.” Dissertation. Pennsylvania State University.
- Hruschka, John (2012). How Books Came to America: The Rise of the American Book Trade.
- Green, Samuel Swett (1913). The public library movement in the United States, 1853-1893.

## دیگر منابع
- Wilson, J. G.; Fiske, J., eds. (1892). "Leypoldt, Frederick" . Appletons' Cyclopædia of American Biography. New York: D. Appleton.

## لینک به بیرون
- "Frederick Leypoldt". The New York Times. April 1, 1884.
- فردریک لیپولد در کتابخانهٔ کنگره، با ۲۲ کاتالوگ ثبت‌شده
- L. Pylodet at LC Authorities, with 4 records